# 1958 en chimie
Cet article présente les faits marquants de l'année 1958 en chimie.

## Évènements

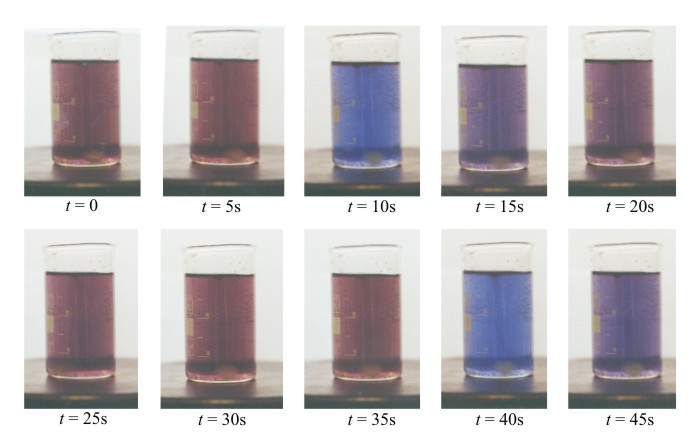
Une solution brassée change de couleur alors que le temps passe.

- Max Perutz et Sir John Cowdery Kendrew utilisent la cristallographie par rayons X pour élucider la structure d'une protéine, la myoglobine du Grand Cachalot[1].
- Le chimiste suisse Albert Hofmann des Laboratoires Sandoz isole la psilocybine, principe actif de certains champignons hallucinogènes[2].
- Charles David Keeling commence ses mesures de la concentration atmosphérique en CO2 au Mauna Loa à Hawaii[3].
- Découverte de la réaction de Simmons-Smith par Simmons et Smith[4].
- le chimiste soviétique Boris Pavlovitch Belooussov découvre la réaction de Belooussov-Jabotinski (réaction BZ)[5] qui convient pour une démonstration, mais elle aussi est accueillie avec scepticisme (en grande partie parce que de tels comportements oscillatoires étaient inconnus à cette époque) jusqu'à ce que A.M. Zhabotinsky, également en URSS, en prenne connaissance et, en 1964, publie ses recherches[6].
- Avril : découverte du Nobélium (No), élément chimique de numéro atomique 102, à l'Université de Californie, Berkeley par Albert Ghiorso, Glenn T. Seaborg, John R. Walton et Torbjørn Sikkeland[7].

## Prix
- Prix Nobel de chimie : Frederick Sanger pour son travail sur la structure des protéines, spécialement celle de l'insuline[8].
- Prix Procter & Gamble : Paul H. Emmett[9]
- Médaille Garvan-Olin : Arda Green[10]
- Prix Ernest-Guenther : George Büchi[11]
- ACS Award in Pure Chemistry : Carl Djerassi[12]
- Médaille Priestley : Ernest H. Volwiler[13],[14]
- Médaille Davy : Ronald George Wreyford Norrish en reconnaissance de ses travaux remarquables en cinétique chimique, notamment en photochimie[15],[16].
- Claude S. Hudson Award in Carbohydrate Chemistry : Hermann O. L. Fischer[17]
- Médaille William-H.-Nichols : Melvin Calvin[18]

## Naissances
- 7 février : Michael Braungart, chimiste allemand.

## Décès
- 17 janvier : David Chapman (né en 1869), physico-chimiste britannique, dont le nom est associé au traitement de Chapman-Jouget (sur la théorie de la détonation des gaz) et à la couche de Gouy-Chapman (la couche de surface des ions répartis sur une surface chargée).
- 16 avril :
  - Karl Fischer (né en 1901), chimiste allemand.
  - Rosalind Franklin (née en 1920), cristallographe britannique.
- 20 juin : Kurt Alder (né en 1902), chimiste organicien allemand.
- 1er juillet[19] : Harry Nicholls Holmes (né en 1879), chimiste et universitaire américain.
- 14 août : Frédéric Joliot-Curie (né en 1900), physicien français, prix nobel de chimie en 1935.
- 24 novembre[20] :  Georges Dupont (né en 1884), chimiste français.
- 15 décembre : Wolfgang Pauli (né en 1900),  physicien autrichien connu pour sa définition du principe d'exclusion en mécanique quantique, ou principe de Pauli, qui lui valut le prix Nobel de physique de 1945.